# Georg Heinrich von Görtz
Georg Heinrich von Görtz, Baron de Schlitz, (n. 1668, Holstein⁠(d), Schleswig-Holstein, Germania – d. 19 februarie 1719, Stockholm, Suedia) a fost un diplomat în serviciul Suediei, care s-a născut în Holstein și a studiat la Jena.

## Cariera
El a intrat în serviciul ducatului Holstein-Gottorp, și după moartea ducesei Hedwig Sophia, sora regelui Carol al XII-lea al Suediei, a devenit foarte influent în perioada cât fiul ei, ducele Charles Frederick, era minor. Politica sa timpurie urmărea consolidarea ducatului Holstein-Gottorp în detrimentul Danemarcei. În acest scop, în timpul sejurului lui Carol al XII-lea la Altranstädt (1706-1707), el a încercat să atragă atenția regelui față de situația din Holstein, iar șase ani mai târziu, atunci când comandantul suedez, Magnus Stenbock, a traversat Elba, Görtz i-a oferit o asistență suficientă fără a rupe relațiile cu Danemarca, mergând până acolo încât a predat suedezilor cetatea Tönning. Görtz a încercat apoi să submineze marea alianță împotriva Suediei prin negociere cu Rusia, Prusia și Saxonia, cu scopul de a izola Danemarca sau chiar de a-i întoarce pe aliați împotriva ei, o sarcină deloc imposibilă având în vedere relațiile tensionate dintre Danemarca și țar. Planul a eșuat, cu toate acestea, ca urmare a refuzului lui Carol al XII-lea de a-și salva restul teritoriilor germane prin cedarea provinciei Stettin către Prusia. Un alt plan simultan de a-i procura coroana suedeză ducelui Charles Frederick nu s-a materializat nici el. Görtz a fost primul care a sugerat căsătoria ducelui de Holstein cu țarevna Ana a Rusiei, fiind demarate negocieri la Sankt Petersburg cu acest scop.
Görtz a fost, de asemenea, implicat proeminent în negocierea termenilor predării lui Stenbock în Asediul orașului Tönning din 1713.

## Carol al XII-lea
La sosirea lui Carol al XII-lea din Turcia la Stralsund, Görtz a fost primul care l-a vizitat și a fost numit prim-ministru sau „mare vizir” așa cum suedezii au preferat să-l numească pe satrapul îndrăzneț și viclean, al cărui devotament absolut față de regele suedez nu a ținut cont de sărăcia extremă în care trăia poporul suedez. Görtz, el însuși un om cu o îndrăzneală neobișnuită, pare să fi fost fascinat de caracterul eroic al personalității regelui și era hotărât, dacă era posibil, să-l salveze de dificultăți. El își datora influența sa extraordinară faptului că era singurul sfetnic al lui Carol care credea, sau pretindea a crede, că Suedia era încă puternică sau avea în orice caz o suficientă rezervă de putere pentru a îndeplini un rol diplomatic energic - propria opinie a lui Carol, în fapt.

## Factotum plenipotențiar al Suediei
Poziția lui Görtz era, cu toate acestea, extrem de ciudată. Aparent, el era doar ambasadorul ducatului de Holstein la curtea regelui Carol, în realitate el deținea majoritatea pârghiilor puterii în Suedia, fără a fi cetățean suedez - era ministru de finanțe, ambasador al Suediei în fața puterilor străine, factotum și răspundea doar în fața regelui, deși nu primise instrucțiuni. El era un om al momentului și avea o abordare revoluționară. Principala sa acțiune pe plan financiar a fost devalorizarea monedei, prin emiterea unor monezi din cupru, destinate a fi rambursabile când vremurile urmau să devină mai bune, dar nu a fost vina lui că regele Carol al XII-lea a aruncat pe piață o cantitate prea mare de bani pentru ca Görtz să o țină sub control. Pe la sfârșitul anului 1718 se părea că sistemul instituit de Görtz nu va dura prea mult timp, iar ura suedezilor față de el era atât de intensă și de universală încât ei îl considerau vinovat pentru tirania regelui Carol al XII-lea, ca și cum ar fi fost a lui. Görtz a sperat, totuși, să încheie pace cu cel puțin câțiva dintre numeroșii inamici ai Suediei și apoi, prin intermediul unor combinații abile, să-i redea Suediei rangul de mare putere.

## Căderea
S-a spus adesea că Görtz a dovedit un geniu diplomatic care i-ar fi făcut invidioși pe Metternich sauTalleyrand. El a dorit pacea cu Rusia în primul rând, și la Congresul de la Åland a obținut termeni relativ favorabili, pe care i-a respins din cauza optimismului său încăpățânat. Simultan, Görtz a purtat negocieri cu cardinalul Alberoni și cu politicienii liberali din Anglia; dar toate combinațiile sale s-au prăbușit odată cu moartea subită a lui Carol al XII-lea. Toată furia poporului suedez s-a revărsat instantaneu asupra lui Görtz. După judecarea sa de către o comisie specială, în care nu i s-a permis să aibă parte de asistență juridică sau să folosească documente pentru a se apăra, el a fost condamnat la decapitare și executat imediat. Deși unii istorici susțin că Görtz și-a meritat soarta pentru „că a devenit în mod inutil instrumentul unui despotism nemaivăzut”, moartea lui este considerată de alți istorici a fi o crimă judiciară, iar unii istorici îl consideră chiar un martir politic.